# Елизавета, герцогиня Брабантская
Елизавета Тереза Мария Елена Бельгийская, герцогиня Брабантская (род. 25 октября 2001, Андерлехт) — наследная принцесса Бельгии, старшая дочь короля Бельгии Филиппа и его жены королевы Матильды, внучка Альберта II. Первая в очереди наследования трона Бельгии.

## Происхождение
Принцесса Елизавета родилась в 9:58 вечера 25 октября 2001 года. Крещение принцессы прошло 9 декабря 2001 года в часовне замка Киргнон кардиналом Годфридом Даннеелсом, архиепископом Мехелена-Брюсселя. Крёстными принцессы стали её двоюродный брат принц Амедео Бельгийский и графиня Элен д’Удекем д’Акоз, её тётя со стороны матери.
Ей были даны четыре имени:
- Елизавета — в честь её прапрабабушки королевы Елизаветы Баварской.
- Тереза — католическое имя, данное в честь Святой Терезы.
- Мария — королевская традиция давать принцессам имя Марии в честь Девы Марии.
- Елена — дано в честь её тёти и крёстной Элен д`Удекем д`Акоз.

Помимо неё, в семье короля родились двое сыновей: принцы Габриэль (род. 2003) и Эммануэль (род. 2005), а также сестра принцесса Элеонора (род. 2008). За десять лет до рождения Елизаветы, в Бельгии был введён новый закон наследования престола, который принимает позицию первородства. Таким образом, принцесса Елизавета, несмотря на рождение двух младших братьев, стоит первая в линии наследования престола Бельгии. Когда она взойдёт на престол, то станет первой бельгийской Королевой.
Отец Елизаветы происходит из Саксен-Кобург-Готской династии. Эта династия связала себя родственными узами с такими европейскими домами, как Орлеанский, баварскими Виттельсбахами, шведскими Бернадотами, австрийскими Габсбургами. Её мать, королева Матильда, урождённая Матильда Мария Кристина Гислен д’Удекем д’Акоз, дочь графа Патрика Анри д’Удекем д’Акоз и польской дворянки графини Анны Коморовской. Через свою бабушку Анну принцесса связана родством с известнейшими польским семьями, такими как Радзивиллы, Чарторыйские, Замойские, Тышкевичи, королевской династией Литвы Ягеллонами и многими российскими дворянскими родами.

## Детство и юность
Одним из первых публичных появлений Елизаветы стало празднование дня Бельгии в 2006 году. В 2007 году она сопровождала отца на открытие Музея наук[где?]. 
В декабре 2013 года в распоряжении бельгийской газеты La Derniere Heure оказалось послание, в котором неизвестный угрожал похитить принцессу. В качестве меры предосторожности была усилена охрана ребёнка.
Училась в Объединённом всемирном колледже Атлантики в Уэльсе по программе международного бакалавриата. После его окончания осенью 2020 года поступила в Военную академию в Брюсселе. В октябре 2021 года Елизавета поступила в Линкольн-колледж Оксфордского университета, где в июле 2024 года получила степень по истории и политологии. В мае 2024 года она поступила в Гарвард, где в октябре того же года начала учиться в Школе управления имени Джона Кеннеди. Является стипендиатом Программы Фулбрайта.
Принцесса говорит на голландском, немецком, французском и английском языках. Помимо учёбы она занимается благотворительностью.

## Титулы и обращения
- 25 октября 2001 – 21 июля 2013: Её королевское высочество принцесса Елизавета Бельгийская
- с 21 июля 2013: Её королевское высочество герцогиня Брабантская

## Награды
- Дама Большого креста ордена Леопольда I (25 октября 2019)[12]

## Признание
- В честь принцессы названа бельгийская антарктическая станция «Принцесса Елизавета»[13].